# Amarinus laevis
Amarinus laevis is een krabbensoort uit de familie van de Hymenosomatidae. De wetenschappelijke naam van de soort is voor het eerst geldig gepubliceerd in 1877 door Targioni-Tozzetti.